# 維吉 (肯塔基州)
維吉（英語：Virgie）是位於美國肯塔基州派克縣的一個人口普查指定地區。

## 人口
根據2020年美國人口普查的數據，維吉的面積為2.65平方千米，當中陸地面積為2.65平方千米，而水域面積為0.00平方千米。當地共有人口274人，而人口密度為每平方千米103.4人。